# Les Dessous d'Hollywood
Les Dessous d'Hollywood (Hollywood Wives) est une mini-série américaine en trois parties de 90 minutes diffusée les 17, 18 et 19 février 1985 sur le réseau ABC.
En France, elle a été diffusée à partir du 10 novembre 1990 sur Antenne 2 puis rediffusée sur M6.

## Synopsis
Cette fiction se centre sur la vie des femmes des stars de Hollywood, leurs goûts de luxe, leurs voitures décentes, leurs courses chez les plus grands couturiers, leurs sorties dans les plus grands restaurants, dans une société à part en somme…

## Fiche technique
- Titre original : Hollywood Wives
- Réalisation : Robert Day
- Scénario : Jackie Collins et Robert McCullough
- Directeur de la photographie : William W. Spencer
- Montage : Fred A. Chulack et Ray Daniels
- Musique : Lalo Schifrin
- Costumes : Nolan Miller
- Production : Howard W. Koch et Robert McCullough
- Genre : Drame, Romance
- Pays :  États-Unis
- Durée : 270 minutes (4 h 30) - 3 x 90 minutes (1 h 30)
- Date de diffusion :
  -  États-Unis : 17 février 1985 sur ABC

## Distribution
- Candice Bergen (VF : Christine Delaroche) : Elaine Conti
- Joanna Cassidy (VF : Pauline Larrieu) : Marilee Gray
- Mary Crosby (VF : Françoise Pavy) : Karen Lancaster
- Angie Dickinson (VF : Marion Loran) : Sadie LaSalle
- Steve Forrest (VF : Pierre Hatet) : Ross Conti
- Anthony Hopkins (VF : Serge Lhorca) : Neil Gray
- Roddy McDowall (VF : Jean-Pierre Leroux) : Jason Swandle
- Stefanie Powers (VF : Ginette Pigeon) : Montana Gray
- Suzanne Somers (VF : Elisabeth Margoni) : Gina Germaine
- Robert Stack (VF : Jacques Deschamps) : George Lancaster
- Rod Steiger (VF : Henry Djanik) : Oliver Easterne
- Andrew Stevens (VF : Hervé Bellon) : Buddy Hudson
- Catherine Mary Stewart (VF : Agathe Mélinand) : Angel Hudson
- Frances Bergen (VF : Maria Tamar) : Pamela Lancaster
- Daryl Anderson (en) (VF : Philippe Peythieu) : Ferdie
- Stephen Shellen (VF : Richard Darbois) : Randy
- Dorothy Dells (VF : Paule Emanuele) : Francis
- Aleisa Shirley (VF : Françoise Dasque) : Shelly
- Dino Gigante : le coiffeur
- James 'Gipsy' Haake (VF : Jean-Pierre Moulin) : Koko
- Anna Maria Poon (VF : Marie-Laure Beneston) : Brenda
- Joe E. Tata : Elliot
- Meg Wyllie (VF : Lita Recio) : Mrs. Linderman
- Angela Black (en) (VF : Martine Messager) : Elle-même